# Chrośnica (Groot-Polen)
Chrośnica is een plaats in het Poolse district  Nowotomyski, woiwodschap Groot-Polen. De plaats maakt deel uit van de gemeente Zbąszyń en telt 544 inwoners.